# John P. Stockton

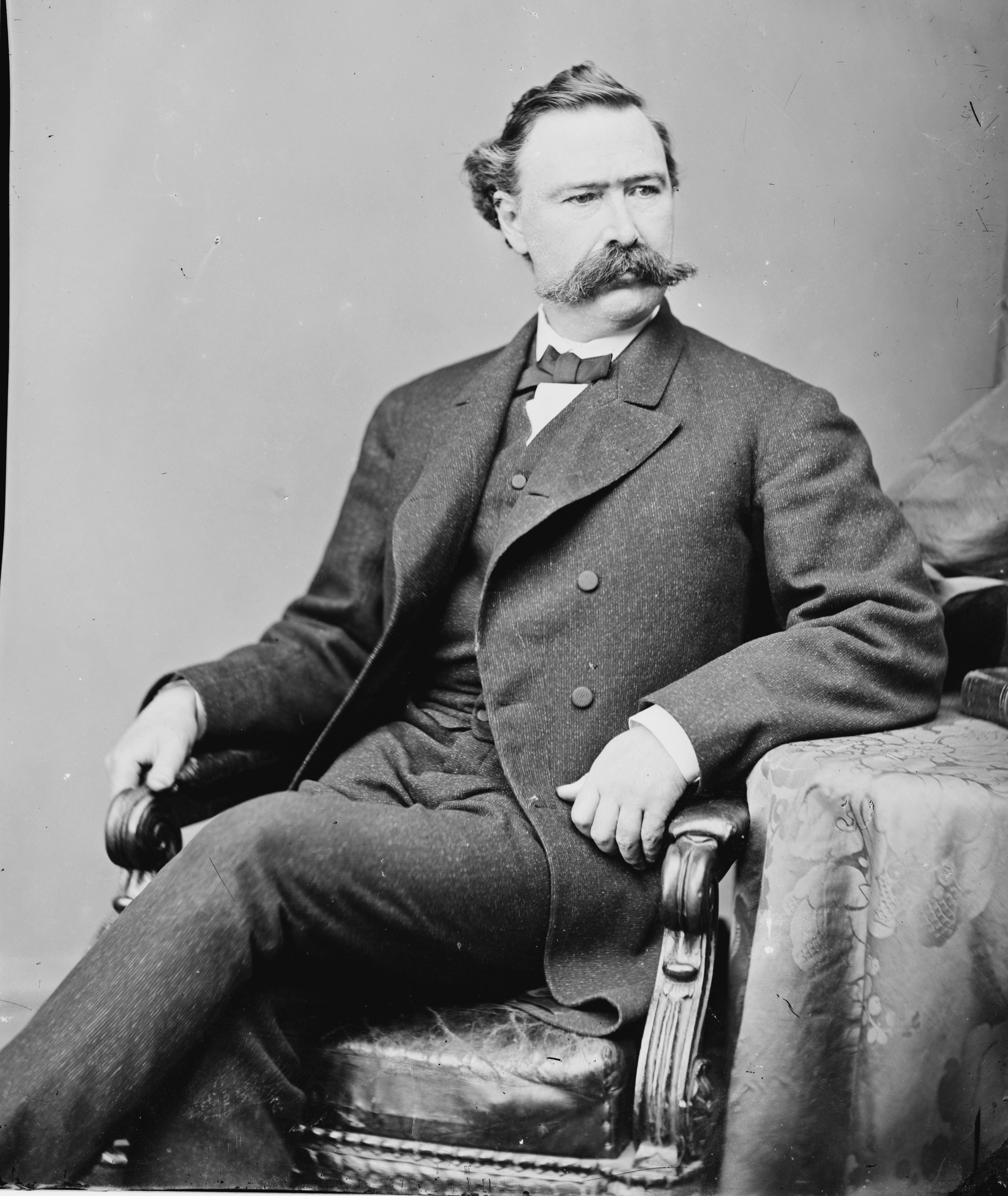
John P. Stockton

John Potter Stockton (* 2. August 1826 in Princeton, New Jersey; † 22. Januar 1900 in New York City) war ein US-amerikanischer Politiker (Demokratische Partei), der den Bundesstaat New Jersey im US-Senat vertrat.
John Stockton entstammte einer Familie von Politikern. Sein Vater Robert F. Stockton war Militärgouverneur von Kalifornien und saß ebenso für New Jersey im Senat wie zuvor sein eigener Vater Richard Stockton. John Stocktons Urgroßvater Richard Stockton gehörte als Unterzeichner der Unabhängigkeitserklärung zu den Gründervätern der Vereinigten Staaten.
Nach dem Abschluss seines Jurastudiums am College of New Jersey, der späteren Princeton University, arbeitete Stockton zunächst als Anwalt in Princeton und Trenton. In Staatsdienste trat er dann 1858 als Gesandter der Vereinigten Staaten im Kirchenstaat. Seine diplomatische Mission endete dort 1861, woraufhin er wieder juristisch tätig wurde.
Im Jahr 1864 wurde Stockton in den US-Senat gewählt. Er trat sein Amt am 15. März 1865 an, musste aber schon am 27. März 1866 wieder aus dem Kongress ausscheiden, weil die Staatslegislative von New Jersey seinen Sitz aufgrund parteipolitischer Streitigkeiten für vakant erklären ließ. 1869 kehrte er dann in den Senat zurück und absolvierte dort eine komplette sechsjährige Amtszeit. Danach war er von 1877 bis 1897 der Attorney General des Staates New Jersey.